# Mesón Zapote
Mesón Zapote är en ort i Mexiko.   Den ligger i kommunen Ayutla de los Libres och delstaten Guerrero, i den södra delen av landet, 290 km söder om huvudstaden Mexico City. Mesón Zapote ligger 579 meter över havet och antalet invånare är 560.
Terrängen runt Mesón Zapote är huvudsakligen kuperad, men västerut är den bergig. Runt Mesón Zapote är det ganska glesbefolkat, med 29 invånare per kvadratkilometer. Närmaste större samhälle är Ayutla de los Libres, 17,9 km nordväst om Mesón Zapote. I omgivningarna runt Mesón Zapote växer huvudsakligen savannskog.